# Principio de los trabajos virtuales
El principio de los trabajos virtuales es un método utilizado en resistencia de materiales para el cálculo de desplazamientos reales en estructuras isostáticas e hiperestáticas, y para el cálculo de las incógnitas que no podemos abordar con el equilibrio en las estructuras hiperestáticas. El principio de los trabajos virtuales puede derivarse del principio de d'Alembert, que a su vez puede obtenerse de la mecánica newtoniana o más generalmente del principio de mínima acción.

## Formulación
Dado un sólido deformable impedido hacer movimientos de sólido rígido, es decir, con un número de grados de libertad no positivo, el principio de los trabajos virtuales establece que si inventamos un campo de desplazamientos {\displaystyle \mathbf {u} (\mathbf {x} )}, llamado campo de desplazamientos virtuales, compatible con los enlaces existentes que impiden el movimiento de sólido rígido se cumplirá que el trabajo virtual externo y el trabajo virtual interno serán iguales,

{\displaystyle W_{e}=\sum _{i=1}^{n}F_{i}\delta _{i}=W_{i}=\int _{V}\left(\sum _{i,j}\sigma _{ij}\varepsilon _{ij}\right)dV}

Donde las deformaciones y tensiones en la ecuación anterior deben calcularse a partir del campo de desplazamientos virtual:

(1){\displaystyle {\begin{cases}\varepsilon _{ij}={\cfrac {1}{2}}\left({\cfrac {\partial u_{i}}{\partial x_{j}}}+{\cfrac {\partial u_{j}}{\partial x_{i}}}\right)\\\sigma _{ij}=f(\varepsilon _{kl})\end{cases}}}

### Aplicación a vigas rectas
La fórmula anterior se simplifica substancialmente si se aplica al caso de una viga recta, ya que en ella los trabajos interno y externo vienen dados por:

{\displaystyle {\begin{cases}W_{e}=\sum _{i=1}^{n}F_{i}\delta _{i}\\W_{i}=\int _{L}\left(N_{x}\varepsilon _{x}+M_{z}\chi _{z}+M_{y}\chi _{y}+T_{y}\gamma _{xy}+T_{z}\gamma _{xz}+M_{T}\theta _{x}\right)ds\end{cases}}}

Donde:
{\displaystyle T_{y},T_{z}\;}, son los esfuerzos cortantes producidos por el campo de desplazamientos.
{\displaystyle M_{T}\;}, es el momento torsor producido por el campo de desplazamientos.
{\displaystyle M_{y},M_{z}\;}, son los momentos flectores producidos por el campo de desplazamientos.
Y los desplazamientos, en el caso de una viga que flecta solo en el plano XY, pueden ser calculados a partir de los desplazamientos horizontal {\displaystyle u(s)} y vertical {\displaystyle v(s)} a lo largo de la viga:

{\displaystyle \varepsilon _{x}={\frac {du}{ds}}\qquad \gamma _{xy}={\frac {dv}{ds}}\qquad \chi _{z}={\frac {d^{2}v}{ds^{2}}}}

La igualdad (1) puede aplicarse para el cálculo de reacciones hiperestáticas, para ello basta elegir un desplazamiento virtual adecuado.

### Aplicación al cálculo plástico
El cálculo plástico de estructuras de barras asume que para un cierto intervalo del momento flector la estructura responde de manera elástica lineal, y a partir de un cierto valor los incrementos sucesivos de la carga generan rótulas plásticas que disminuyen el grado de hiperestaticidad de una estructura. Cuando por efecto de la acumulación sucesiva de rótulas plásticas debido a la carga, el la estructura se vuelve isostática, la siguiente rótula que aparezca convertirá la estructura en un mecanismo subdeterminado y por tanto la estructura colapsará abruptamente moviéndose según un mecanismo identificable según el orden de formación de las rótulas. En este caso el trabajo interno vendrá dado por el número de rótulas y el momento plástico {\displaystyle \scriptstyle M_{P,i}} máximo resistido por cada rótula y el ángulo de giro en torno a cada una:

{\displaystyle W_{i}=\sum _{k}M_{P,k}\theta _{k}\approx \Delta t\sum _{k}M_{P,k}{\dot {\theta }}_{k}}

Este trabajo debe igualar el trabajo exterior hecho por las fuerzas que actúan sobre la estructura provocando la aparición de rótulas y eventualmente produciendo el colapso de la estructura:

{\displaystyle W_{e}=\sum _{k}P_{k}(t)\delta _{k}+\sum _{j}\int q_{j}(x)dx+\dots }

Igualando las potencias (derivada temporal de los trabajos) de las dos ecuaciones anteriores, se obtiene una ecuación en la que es posible despejar la carga máxima (siempre y cuando se haya especificado un proceso de puesta en carga del elemento en cuestión). Tanto el mecanismo de fallo como la carga última resistida van a depender del proceso de carga, por lo que el orden de las cargas y como se aumentan hasta su valor nominal es una cuestión importante en el cálculo plástico, donde el estado final depende de la variación de las cargas con el tiempo. Esto contrasta con el caso elástico donde el estado final solo depende del valor final de las cargas, no del proceso de carga.